# Congericola kabatai
Congericola kabatai är en kräftdjursart som beskrevs av Hewitt 1975. Congericola kabatai ingår i släktet Congericola och familjen Hatschekiidae. Inga underarter finns listade i Catalogue of Life.